# نقود الدم
نقود الدم أو الدية مال يعطى كأحد أشكال التعويضات المدفوعة من قبل الجاني (عادة قاتل) أو من قبل عائلة الجاني إلى عائلة الضحية.

## أمثلة خاصة والاستخدامات
أموال الدم بأسلوب بسيط هي مكافأة جلب المجرم إلى العدالة أو الغرامة المالية التي يدفعها القاتل أو عائلته إلى أقارب الضحية.
كان النظام معروفا بين الشعوب الجرمانية حتى قبل إدخال المسيحية (هيغيلد). تم تحديد نظام المدفوعات وفقا لشناعة الجريمة من قبل قوانين. لم تكن جرائم القتل هي الجريمة الوحيدة التي يتم دفع المال عليها (سواء كان القتل في الكنيسة أو أثناء النوم) بل شملت أيضا جرائم العنف والترهيب. بعد دفع المال يشتري الفرد نفسه حتى لو كان الحكم إعداما على الملأ.

### في الإسلام
في الشريعة الإسلامية، يمكن تتنازل عائلة الضحية عن القصاص مقابل دفع الجاني أو عائلته مبلغ ما يسمى "الدية"، تختلف قيمة المبلغ من بلد إلى آخر ومن زمان إلى آخر ومن حالة إلى أخرى.

### في اليهودية
وفقا للشريعة اليهودية التي تنص على أن حياة الشخص ملكا لله، تمنع اليهودية أخذ أموال الدم من الجاني.

### في اليابان
أموال الدم شائعة في اليابان، على سبيل المثال حصل والد لوسي بلاكمان على 450,000 جنيه استرليني تعويضا لقتل ابنته.

### في كوريا
وفقا للقانون الكوري، من الشائع أن تقبل أموال الدم سواء كانت من القضايا الصغيرة (مثل قضايا التشهير) أو الجرائم الخطيرة (مثل الاغتصاب) من الجاني أو عائلته إلى عائلة الضحية، غالبا ما تتوسط الشرطة لتسهيل عملية التصالح. على الرغم من كونها ممارسة شائعة إلا أن استخدامها في القضايا البارزة يؤدي في بعض الأحيان إلى الاحتجاجات والمظاهرات.

### في الصومال
في القانون العرفي للشعب الصومالي، الذي يسمونه حير (نظام قانوني متعدد المراكز تم تطويره محليًا) يتم إصدار أموال الدم في حالات مثل التشهير، السرقة، الأذى الجسدي، الاغتصاب والوفاة.

## معاني أخرى

### في المسيحية
في الإنجيل، يستخدم هذا المصطلح للإشارة إلى ثلاثين قطعة من الفضة التي تلقاها يهوذا الإسخريوطي مقابل الكشف عن هوية يسوع المسيح للقوات المرسلة من قبل الفريسيين أو السنهدرين. بعد صلب المسيح، أعاد يهوذا الدفع إلى رؤساء الكهنة، الذين أخذوا القطع الفضية وقالوا:«ليس من القانوني أن نضعهم في الخزانة، لأنه مال الدم».

### في الشحن
كانت ممارسة التجنيد الإجباري للبحارة «شانغهاي». كان مهمة رئيس الشحن هو إيجاد أطقم السفينة حيث كانوا يتلقوا المال على كل جسد وبذلك ظهر مفهوم أموال الدم.

## وصلات خارجية
- نقود الدم.
- الولايات المتحدة تدفع نقود الدم لأسر الأفغان.